# Cabibbo-Winkel
Der Cabibbo-Winkel {\displaystyle \theta _{\mathrm {c} }} der Teilchenphysik ist der 1963 von Nicola Cabibbo postulierte Mischungswinkel der ersten beiden Quarkgenerationen bezüglich der schwachen Wechselwirkung. Er beschreibt den Zusammenhang zwischen schwachen und starken Eigenzuständen bei up-/down- und charm-/strange-Quarks.
Motivation hierfür waren die experimentellen schwachen Übergänge, bei denen Quarks der zweiten Generation (charm, strange) über die schwache Wechselwirkung in Quarks der ersten Generation (up, down) zerfallen können. Ein solcher Wechsel der Quarkgeneration ist in keiner anderen Wechselwirkung möglich.

## Definition und Deutung
Cabibbo postulierte eine Mischungsmatrix
{\displaystyle \left({\begin{array}{rc}\cos \theta _{\mathrm {c} }&\sin \theta _{\mathrm {c} }\\-\sin \theta _{\mathrm {c} }&\cos \theta _{\mathrm {c} }\end{array}}\right)\left({\begin{array}{c}|d\rangle \\|s\rangle \end{array}}\right)=\left({\begin{array}{c}|d'\rangle \\|s'\rangle \end{array}}\right)}
mit
- {\displaystyle |d\rangle } und {\displaystyle |s\rangle } die Eigenzustände bezüglich der starken Wechselwirkung und gleichzeitig die Masseneigenzustände
- {\displaystyle |d'\rangle } und {\displaystyle |s'\rangle } die Eigenzustände bezüglich der schwachen Wechselwirkung

jeweils des down- und des strange-Quarks.
So enthält ein strange-Quark automatisch Anteile an d′ und kann somit durch Kopplung an ein W-Boson (Austauschteilchen der schwachen Wechselwirkung) in ein up-Quark zerfallen.
Die Darstellung als Mischung der negativ geladenen Quarks d und s ist reine Konvention. Die physikalische Realität ließe sich genauso gut als Mischung von u- und c-Quark formulieren.

## Experimenteller Wert
Der experimentelle Wert der Mischung der ersten beiden Quarkgenerationen ist {\displaystyle \left|\sin(\theta _{\mathrm {c} })\right|=|V_{us}|=0{,}2255\pm 0{,}0019}. Der zugehörige Cabibbo-Winkel von rund 13° wird hingegen nur selten angegeben.

## Erweiterung auf drei Generationen
Zum Zeitpunkt der Definition des Cabibbo-Winkels war die dritte Quarkgeneration (top, bottom) noch nicht bekannt. Sie wurde erst 1973 vorausgesagt, als Makoto Kobayashi und Toshihide Masukawa Cabibbos Modell auf drei Dimensionen und damit zur CKM-Matrix erweiterten. Dies wurde 1977 durch die Entdeckung des bottom-Quarks und endgültig 1995 durch die Entdeckung des top-Quarks experimentell belegt. Für die korrekte Vorhersage erhielten sie 2008 zusammen mit Yōichirō Nambu den Nobelpreis für Physik. Erst mit der CKM-Matrix konnten CP-Verletzungen erklärt werden.
Da Übergänge zwischen den ersten beiden Generationen auch nach der Entdeckung der dritten Generation am wahrscheinlichsten sind, stellt der Cabibbo-Winkel nach wie vor ein nützliches Werkzeug dar.